# Community Arts (журнал)
«Community Arts» — современный российский независимый исследовательский проект, сфокусированный на критике, теории и истории современного искусства.

## Содержание
Журнал был основан в 2020 году российским искусствоведом и арт-критиком Андреем Епишиным. Издание имеет проблемно-тематический характер. Каждый выпуск посвящён определённому аспекту художественной культуры, к осмыслению которого привлекаются критики, историки, философы современного искусства. Для удобства читателей журнал содержит постоянные разделы и рубрики. Наряду с исследовательскими текстами, Community Arts регулярно публикует рецензии на текущие выставочные проекты, интервью с молодыми художниками и кураторами, уникальные fashion-истории, факты и мнения экспертов в области арт-рынка. Журнал выходит с периодичностью два раза в год, избирательно освещая события, произошедшие в мире искусства за последние шесть месяцев.
В разное время с журналом сотрудничали как ведущие, так и молодые художники: Татьяна Ахметгалиева, Владимир Ермаченков, Арсений Жиляев, Паоло Каневари, Хуан Каналс Каррерас, Ольга Киселёва, Крис Кукси, Мариетта Патрисия Лейс, Эухенио Мерино, Михаил Молочников, Павел Сельдемиров, Сантьяго Сьерра, Кирилл Шаманов, арт-группа Synticate.

## Темы некоторых номеров
- Тема первого номера — космос, в самом широком значении этого слова, как умозрительном, так и материальном. Авторы номера осмысляют феномен космоса сквозь призму мифологии, литературы, истории, науки, социума, исследуя его трансформации в пространстве современного искусства.[1]
- Тема второго номера — феномен барокко, осмысляемый в качестве культурно-экзистенциальной универсалии. Авторы номера модифицируют барочные и рокайльные традиции, демонстрируя метамедиальность, иллюзорность и бесконечную множественность прочтений современного искусства.[2]
- Тема третьего номера — бунт и протест как сознательный акт самоопределения художника. Авторы номера исследуют диапазон эстетической реакции на социальные коллизии, пандемию и политические конфликты, преодолевая границы сложившихся типов и жанров арт-активизма.[3]
- Тема четвертого номера — красота, всё реже трактуемая как эстетическое измерение в пользу необязательной декорации бытия, в том числе на основании ряда политических и социальных претензий. Авторы номера реконструируют феномен красоты в контексте порождаемых ею вопросов, равно актуальных в пространстве культурной индустрии, науки и духовного инсайта.[4]
- Тема пятого номера — человечность, приобретающая в условиях глобальных исторических трансформаций новые неожиданные признаки. Авторы номера обращаются к принципам биологического разнообразия, альтернативных форм жизни и отношений, визуализируя тотальный кризис антропоцентризма в контексте постгуманистической критики.[5]

## Редакция
- Главный редактор — Епишин А. С.
- Шеф-редактор — Лобазников Н. А.
- Макет — Дерябина А. А.
- Дизайн, верстка — Епишин А. С.
- Корректор — Акищева Н. Г., Миледина М. В., Павина А. А.
- Ответственный секретарь — Ненашева К. А., Федина Т. М.